# Camp Rock 2 : Le Face à face
Série Camp Rock
Camp Rock
(2008)
Pour plus de détails, voir Fiche technique et Distribution.
Camp Rock 2 : Le Face à face (Camp Rock 2: The Final Jam) est un téléfilm américain de la collection des Disney Channel Original Movie diffusé le 3 septembre 2010 sur Disney Channel. La première mondiale francophone a eu lieu au Québec, le 3 septembre 2010, sur VRAK.TV. En France, il a été diffusé le 21 septembre 2010 sur Disney Channel France et le 25 octobre 2010 sur M6. Le DVD est sorti le 29 septembre 2010 en France.

## Résumé

### Les retrouvailles
Mitchie retourne avec sa mère à Camp Rock pour un nouvel été en musique. En chemin elle remarque l'entrée de Camp Star...
Dès son arrivée, elle retrouve Caitlyn, Peggy, Ella et Tess. Pendant ce temps, le bus des Tous Pour Un est en panne sur la route : Shane oubliant de remettre un écrou sur la roue, provoque le basculement du bus dans le lac.
Mitchie raconte qu'elle a écrit une chanson, Brand New Day, sans arriver à se fixer sur une mélodie. Elle la trouve dehors, ce qui lui permet aussi de retrouver Barron et Sander. Elle commence à la chanter et les Tous Pour Un arrivent sur une voiturette de ferme. Dès que Shane aperçoit Mitchie, il tombe de la voiturette.

### De l'autre côté du lac
À ce moment, des bateaux à moteurs traversent le lac et tirent des invitations à une représentation de Camp Star. Les élèves de Camp Rock décident de s'y rendre le soir même en barque. Lors de la traversée, Jason fait tomber la caméra de Trevor dans le lac et l'oblige à plonger la chercher. Axel Turner, le directeur de Camp Star et vieil ami de Brown, appelle à faire une démonstration du talent de Camp Rock, Mitchie se proposant pour chanter une chanson sur l'amitié (Different Summers). Ce sera ensuite le tour de Camp Star de répondre en entonnant Fire.

### Compétition
Axel incite des élèves de Camp Rock à rejoindre Camp Star. De nombreux élèves, dont Tess, partent de Camp Rock. Des professeurs également, car Axel promet de doubler leurs salaires. Tess devient vite la partenaire de Luke sur scène : Bien qu'ils chantent bien ensemble et qu'ils aient l'air d'un grand duo sur scène, ils n'arrêtent pas de se disputer la vedette.
Nate tombe amoureux de Dana, la fille d'Axel, mais il lui interdit de l'approcher car il fait partie de la concurrence.
Mitchie et ses amis, deviennent la seule chance de survie de Camp Rock, devenant les conseillers de Camp Rock. Au début, chacun veut mettre en avant son idée, mais ils finirent par trouver un terrain d'entente. Jason devint professeur pour les nouveaux campeurs et ils commencèrent par lui pourrir la vie et à lui faire des blagues. Mitchie décida d'organiser une compétition musicale entre les deux camps et Axel pensa à la "Guerre Des Camps", une compétition diffusée à la télévision qui élirait le seul et unique camp. Axel commença déjà à faire envoyer des textos et messages à tous les téléphones pour inciter à voter Camp Star. Mitchie pensa d'abord que Shane ne s'intéressait pas au camp et qu'il faisait tout ça pour elle... mais il arriva à lui prouver que le camp comptait également pour lui.

### Qu'est-ce que la victoire?
Nate écrivit une chanson à Dana et ils commencèrent à se voir de plus en plus. Lors du challenge final, L'équipe de Camp Star chanta "Tear It Down" et l'équipe de Camp Rock interpréta "What We Came Here For" avec une vidéo du camp en arrière-plan réalisée par Trevor. Lors du décompte final, Camp Star gagna ce qui veut dire que Camp Rock devra fermer. Shane et Mitchie sont déçus mais Mitchie sait qu'on ne peut pas toujours gagner; elle avoue ses sentiments à Shane qui était venu à Camp Rock pour mieux connaitre Mitchie: ils s'embrassent. Malgré l'échec, la performance de Camp Rock fut applaudite avec "This Is Our Song" et de nombreux élèves dont Tess et Dana virent la solidarité et le fun du camp et demandèrent une inscription pour l'année suivante ce qui veut dire que Camp Rock restera en vie pour l'été prochain.

## Chansons du film dans l'ordre d'apparition
- Brand New Day.
- Different Summers (Version longue seulement).
- Fire
- This Is Our Song.
- Can't Back Down.
- It's On.
- It's Not Too Late (chanson Bonus).
- Rock Hard Or Go Home.
- Wouldn't Change A Thing.
- Heart and Soul.
- You're My Favorite Song.
- Introducing me.
- Walking In My Shoes (version longue seulement).
- Tear It Down.
- What We Came Here For.
- This Is Our Song.

## Distribution
- Demi Lovato (VFB : Élisabeth Guinand) : Mitchie Torres
- Joe Jonas (VFB : Pablo Hertsens) : Shane Gray
- Nick Jonas (VFB : Aurélien Ringelheim) : Nate Gray
- Kevin Jonas (VFB : Antoni Lo Presti) : Jason Gray
- Meaghan Jette Martin (VF : Karine Foviau) : Tess Tyler
- Alyson Stoner (VF : Chantal Macé) : Caitlyn Gellar
- Jasmine Richards (VF : Céline Ronté) : Margaret « Peggy » Dupree
- Anna Maria Perez de Tagle (VF : Olivia Luccioni) : Ella Pador
- Matthew « Mdot » Finley (VF : Diouc Koma) : Luke Williams
- María Canals Barrera (VF : Déborah Perret) : Connie Torres
- Daniel Fathers (VF : Julien Kramer) : Brown Cessario
- Jordan Francis : Barron James
- Roshon Fegan : Sander Lawyer
- Chloe Bridges (VF : Sylvie Jacob) : Dana Turner
- Daniel Kash (VF : José Luccioni) : Axel Turner
- Arisa Cox : Georgina Farlow
- Frankie Jonas : Trevor Kendall
- Robert "Big Rob" Feggans : Oliver (Le garde du corps des Tous Pour Un)

Les voix françaises du téléfilm ne sont pas les mêmes que dans Camp Rock, ce sont celles des séries Sonny et Jonas L. A. pour les personnages de Mitchie et des frères Gray.

## Bande originale
| No  | Titre                                     | Interprètes | Durée |
| --- | ----------------------------------------- | --- | ----- |
| 1.  | Brand New Day                             | Demi Lovato, Alyson Stoner, Anna Maria Perez de Tagle, Jasmine Richards, Meaghan Jette Martin, Roshon Fegan et Jordan Francis                                                                           | 3:21  |
| 2.  | Fire                                      | Matthew "Mdot" Finley et Chloe Bridges | 3:00  |
| 3.  | Can't Back Down                           | Demi Lovato, Alyson Stoner, Anna Maria Perez de Tagle et Jasmine Richards | 3:20  |
| 4.  | It's On                                   | Demi Lovato, Alyson Stoner, Anna Maria Perez de Tagle, Jasmine Richards, Joe Jonas, Nick Jonas, Kevin Jonas, Roshon Fegan, Jordan Francis, Matthew "Mdot" Finley, Chloe Bridges et Meaghan Jette Martin | 4:02  |
| 5.  | Wouldn't Change A Thing                   | Demi Lovato et Joe Jonas | 3:23  |
| 6.  | Heart and Soul                            | Joe Jonas, Nick Jonas et Kevin Jonas | 2:57  |
| 7.  | You're My Favorite Song                   | Joe Jonas et Demi Lovato | 2:15  |
| 8.  | Introducing Me                            | Nick Jonas | 3:07  |
| 9.  | Tear It Down                              | Matthew "Mdot" Finley et Meaghan Jette Martin | 3:29  |
| 10. | What We Came Here For                     | Demi Lovato, Alyson Stoner, Anna Maria Perez de Tagle, Jasmine Richards, Joe Jonas, Nick Jonas, Kevin Jonas, Roshon Fegan et Jordan Francis                                                             | 4:16  |
| 11. | This Is Our Song                          | Demi Lovato, Alyson Stoner, Anna Maria Perez de Tagle, Jasmine Richards, Joe Jonas, Nick Jonas, Kevin Jonas, Roshon Fegan et Jordan Francis                                                             | 2:58  |
| 12. | Different Summers (Titre Bonus)           | Demi Lovato, Alyson Stoner, Anna Maria Perez de Tagle et Jasmine Richards | 3:36  |
| 13. | Walking In My Shoes (Titre Bonus)         | Matthew "Mdot" Finley et Meaghan Jette Martin | 2:50  |
| 14. | It's Not Too Late (Titre Bonus)           | Demi Lovato, Alyson Stoner, Anna Maria Perez de Tagle et Jasmine Richards | 3:33  |
| 15. | Rock Hard Or Go Home                      | Iron Weasel (I'm in the Band : Ma vie de rocker) | 2:56  |
| 16. | N'abandonne Pas (Exclusivement en France) | Léa Castel | 3:06  |

La bande originale est disponible en France et inclut la version française de Can't Back Down interprétée par Léa Castel.

## Autres
Camp Rock 2 : Le Face à Face (Camp Rock II: The Final Jam) a reçu le prix du "Meilleur film familial télévisé" au Peoples Choice Awards 2011.